# Zwirbler
Zwirbler ist der weltweit erste Facebook-Roman. Seit 1. Juli 2010 wird der real-time-Roman mit gleichnamigem Hauptdarsteller auf und für die Social Media Plattform geschrieben: auf Deutsch, in Form von kurzen Statusmeldungen und mit ungewissem Ausgang. Dies verbindet die beiden Trends im Netz publizierter Romane und Briefromane in Buchform (vgl. Johann Wolfgang Goethes Die Leiden des jungen Werther von 1774 und Choderlos de Laclos’ Gefährliche Liebschaften von 1782).
Autor Gergely Teglasy gibt bei dieser interaktiven Web-2.0-Lektüre den Charakter vor und lässt die Handlung von den Usern bestimmen. Aufgrund des nicht vorhersehbaren Inhaltes müssen die Leser mindestens 17 Jahre alt sein. Viele kleine Facebook-Nachrichten ergeben eine Geschichte. Der Kreativität der Leserschaft sind dabei keine Grenzen gesetzt. Egal, ob spannend, tiefgründig, absurd, schmutzig oder skurril: Jede Statusmeldung beginnt mit Zwirbler, besteht aus maximal 420 Zeichen und gibt Meinung, Idee oder Kommentar des Lesers bekannt.
Zwirbler gibt es auch als Podcast. Dieser bündelt jeden 2. Donnerstag die Statusmeldungen der letzten zwei Wochen und wird vom Wiener Hörbuch- und Nachrichtensprecher Axel Grunt erzählt.
Der Einstieg ist jederzeit möglich, Anmeldung und „Gefällt mir“ auf Facebook genügen. Juli 2010 gab es 2000 Anhänger, Februar 2011 waren es 3000 und im März 2012 waren es mehr als 8.000 Anhänger. Im September 2014 folgten mehr als 16.000 User dem Roman.
Nach einer erfolgreichen Crowdfunding-Kampagne, die von mehreren Blogs und Medien begleitet wurde, erscheint der Roman als Buch, E-Book und auch als Sonderedition auf Toilettenpapier am 15. Dezember 2014 im kladdebuchverlag, der sich auf Crowdpublishing spezialisiert hat.
Der Zwirbler war 2014 nominiert für den Virenschleuder-Preis.